# Das Epos von Abdurrahman
Das Epos von Abdurrahman, auch kurz Abdurrahman oder Abdurrahmani ist ein Epos, das auf Suaheli geschrieben wurde. Man vermutet, dass die Verfasserin eine Sklavin war, die auf der Insel Pate lebte. 

## Inhalt
Der Stoff des Epos ist aus der arabischen Literatur übernommen. Das Epos besteht aus insgesamt 654 Versen. Davon bilden die ersten 25 Verse eine Einleitung, in der Gott gepriesen, gelobt und um seinen Segen für das Werk gebeten wird. Im Hauptteil wird die Bekehrung des Scheichs Abdurrahmans zum Islam beschrieben. Hinter Vers 93 ist ein Koranspruch eingefügt. Den Abschluss bilden 16 Verse, die nach weiteren Lobpreisungen Gottes auch um die Fürsprache Mohammeds für die Verfasserin des Epos, sowie für ihre Verwandten und die Leser bitten. 

## Form
Das Epos besteht aus vierzeiligen Versen. Dabei hat jede Zeile acht Silben. Die jeweils letzten Zeilen eines Verses reimen sich über das ganze Epos hinweg untereinander, während die drei Anfangszeilen eines Verses jeweils direkt aufeinander gereimt sind.